# 橫谷昌宏
橫谷昌宏（日语：／ Yokotani Masahiro，1964年8月8日—），日本男編劇。出身於大阪府。清教學園高等學校畢業（第13期）。
其主要作品有《麵包超人》、《名偵探柯南》、《Keroro軍曹》、《Re:從零開始的異世界生活》等。

## 來歷、人物
橫谷昌宏最初在商社工作，調到東京後，參加了劇作家協會主辦的第22屆劇本研修班，柏原寬司、田部俊行、松本功。1996年，他以《怪盜Saint Tail》（第17話）作為編劇首次亮相。他的同學包括吉田玲子、旺季靜。
對於編劇的工作，他說「不需要太多的創意」，但「更重要的是按順序寫，把原來的故事安排好」。製作《哥吉拉》系列東寶公司的富山省吾將橫谷描述為一個能夠深入挖掘科幻小說和故事結構的創意人。
至於他對清教學園高校的回憶，他說「我就是現在所謂的“陰角”」，所以「其實我並沒有太多美好的回憶」。另一方面，他回憶說有一位老師「除了恐懼之外什麼都沒有」，「我明明很討厭他，到現在還是很討厭他」。

## 參加作品
粗體字表示劇本統籌作品。

### 電視動畫
1996年
- 怪盜Saint Tail
- 麵包超人[a]

1997年
- 名偵探柯南

2003年
- 妙妙魔法屋3
- 鈴鐺貓娘Nyo（—2004年）
- 波波羅古洛伊斯（—2004年）

2004年
- 雙戀
- 棉花糖樂園（—2005年）
- 丸少爺（2004年—）[b]
- Keroro軍曹（—2011年）[c]

2005年
- 動物橫町

2006年
- 忍者少女！
- （—2007年）

2007年
- 交響情人夢
- 忍者少女!!
- 新勇者萊汀（日语：REIDEEN）[d]
- 悲慘世界 少女珂賽特
- 藍蘭島漂流記
- GO！純情水泳社！
- 帝托拉傳奇（—2008年）[e]
- 君吻 pure rouge（—2008年）

2008年
- 魔人偵探腦嚙涅羅
- World Destruction ～毀滅世界的六人～
- Battle Spirits 少年突破馬神（—2009年）
- 虎×龍！（—2009年）

2009年
- 瑪利亞狂熱
- 海物語 ～有你相伴～

2010年
- 交響情人夢 最終篇
- 吸血鬼同盟
- 學生會長是女僕！
- K-ON!! 輕音部
- 黑執事II

2011年
- 惡魔奶爸[11]
- 瑪利亞狂熱 ALIVE
- 命運石之門
- 眾神中的貓神

2012年
- 創聖機械天使EVOL
- 李洛克的青春全力忍傳（—2013年）
- 加速世界
- 武裝神姬
- 魔奇少年
- 超速變形螺旋傑特
- ROBOTICS;NOTES

2013年
- 開漫—啦！
- DD北斗神拳
- 打工吧！魔王大人
- Free！[12]
- 寶石寵物 Happiness

2014年
- 噬血狂襲
- 惡魔的謎語
- Lady 寶石寵物
- Free！-Eternal Summer-
- 境界觸發者

2015年
- 御神樂學園組曲
- 下流梗不存在的灰暗世界
- 寶石寵物 魔法變身
- 重裝武器

2016年
- Re:從零開始的異世界生活
- ALL OUT!!
- 齊木楠雄的災難

2017年
- MARGINAL#4從KISS開始創造的BigBang
- 櫻花任務
- 青春歌舞伎

2018年
- 小木乃伊到我家
- 鬼太郎 (第6作)
- 冷然之天秤
- Free！-Dive to the Future-
- 青春豬頭少年不會夢到兔女郎學姊[13]
- BAKUMATSU（日语：恋愛幕末カレシ〜時の彼方で花咲く恋〜）

2019年
- BAKUMATSU CRISIS（日语：恋愛幕末カレシ〜時の彼方で花咲く恋〜）
- YU-NO 在這世界盡頭詠唱愛的少女
- 女高中生的虛度日常

2020年
- 遊☆戯☆王SEVENS
- 夢夢貓
- 攀岩！ -Sport Climbing Girls-

2021年
- Tropical-Rouge！光之美少女
- 夢夢貓 Mix！

2022年
- 青之蘆葦
- 打工吧!! 魔王大人[14]

2023年
- 冰屬性男子與無表情女子
- Synduality Noir
- 我的新上司是天然呆

2024年
- 敗北女角太多了！[15]

2025年
- 這間公司有我喜歡的人
- 隨興旅 -That's Journey-（脚本[16]）
- 青春豬頭少年不會夢到聖誕服女郎[17]

時期未定
- 學生會也有洞！[18]

### 電影作品
2000年
- Crossfire（日语：クロスファイア (小説)）[3][4][f]

2001年
- 溺水的魚（日语：溺れる魚）[4]
- 哥吉拉·摩斯拉·王者基多拉 大怪獸總攻擊[來源 4][g]

2003年
- 哥吉拉×摩斯拉×機械哥吉拉 東京SOS[3][5][h]

2007年
- 超劇場版Keroro軍曹2：深海的公主

2008年
- 超劇場版Keroro軍曹3：Keroro VS Keroro 天空大決戰

2015年
- 劇場版 High☆Speed！ -Free！Starting Days-（構成）

2019年
- 青春豬頭少年不會夢到懷夢美少女

2023年
- 青春豬頭少年不會夢到嬌憐外出妹
- 青春豬頭少年不會夢到紅書包女孩

2024年
- 大室家 dear sisters／dear friends（編劇）

### 電視劇
1998年
- 網路美少女端粒（日语：サイバー美少女テロメア）[1][4]

### 作詞
2011年
- 瑪利亞狂熱 ALIVE
  - 片頭主題曲（作詞：橫谷昌宏，作曲、編曲：村井大，歌：鼎神父（杉田智和））

## 演出
- 哥吉拉×機械哥吉拉（2002年）—飾 避難民眾[20]

## 腳註